# Bernathonomus punktata
Bernathonomus punktata är en fjärilsart som beskrevs av Reich. 1933. Bernathonomus punktata ingår i släktet Bernathonomus och familjen björnspinnare. Inga underarter finns listade i Catalogue of Life.